# Gonia atra
Gonia atra är en tvåvingeart som beskrevs av Cockerell 1889. Gonia atra ingår i släktet Gonia och familjen parasitflugor.
Artens utbredningsområde är Colorado. Inga underarter finns listade i Catalogue of Life.